# 進路指導
進路指導（しんろしどう 英:career guidance）とは、学校教育の一環として児童・生徒の進学や就職（主に卒業後）について指導・助言を行うことである。「進路ガイダンス」などとも呼ばれる場合もある。

## 解説
中学校、高等学校、中等教育学校、中等部・高等部を置く特別支援学校には進路指導主事（教諭の職を持って充てる）が必置とされ、校長の監督のもと生徒の職業選択の指導その他の進路の指導に関する事項をつかさどり、該当事項について連絡調整及び指導、助言に当たる（学校教育法施行規則第52条の3、第65条、第65条の10第1項、第73条の16第4項・第5項）。その他、進路指導主事のもと校務分掌により教諭が職務を分担する。なお、大学、短期大学、高等専門学校、専門学校などには学生の就職・進学について担当教員のもと専門の部署を設置することが多い。
学校全体の進路指導関連については進路指導部が担当するが、個々の生徒への指導については担任がこれを行うのが普通である。
就職に向けての指導を、特に職業指導とも言う。また、従来の進路指導が、各学校における出口の指導に偏りがちであったことに対して、より広い視点で進路を考えさせる指導としてキャリア教育という概念も提唱されている。
教育専門家によると、生徒の情熱に基づく進路指導は控えるべきもので、長期的には生徒のためにならないという。